# Taverna Singapore
Taverna Singapore a fost un local subteran din București unde se aduna elita  boemă bucureșteană a anilor 1950 - 1960.